# Casa d'appuntamento
Casa d'appuntamento è un film italiano del 1972 diretto da Ferdinando Merighi.

## Trama
Antoine, un piccolo ladruncolo, viene accusato dell'omicidio di una prostituta d'alta classe, consumatosi all'interno della casa d'appuntamento di Parigi gestita da madame Colette. Ingiustamente condannato, Antoine riesce a fuggire ma muore in un incidente motociclistico durante un inseguimento da parte della polizia. Quando coloro che erano presenti alla casa d'appuntamento la sera del delitto, cominciano ad essere assassinati uno dietro l'altro, tutti si convincono che Antoine sia ritornato dall'oltretomba per ottenere giustizia.